# IEEE Transactions on Pattern Analysis and Machine Intelligence
IEEE Transactions on Pattern Analysis and Machine Intelligence (TPAMI) est un journal scientifique spécialisé en reconnaissance des formes et vision par ordinateur. 
TPAMI est un journal mensuel de l'IEEE Computer Society, qui aborde l'ensemble des thématiques liées à la vision par ordinateur et à la compréhension et l'interprétation automatique des images. Il aborde également tous les thèmes de la reconnaissance de formes, ainsi que certains sujets en intelligence artificielle.
Des thèmes d'intérêt particuliers sont par exemple la reconnaissance de l'écriture manuscrite, la détection d'objets, la recherche d'images par le contenu, l'imagerie médicale, ou la reconnaissance de visage.